# Mont Trafalgar
Pour les articles homonymes, voir Trafalgar.
Le mont Trafalgar se situe dans la réserve Prince Regent dans la région du Kimberley de l'État d’Australie-Occidentale.